# Lamborghini Estoque
Lamborghini Estoque (əsˈtɔk) — четырехдверный концепт-кар от Lamborghini, который был представлен в 2008 году на Парижском автосалоне. По давней традиции, заложенной ещё Ферруччо Ламборгини, большим поклонником корриды, Estoque получил название, связанное с этим развлечением. Эсток — шпага матадора, которой он убивает быка.
Прототип оснащён 5,2-литровым двигателем V10, мощностью 412 кВт (560 л. с.). Как и у большинства современных моделей, у Lamborghini Estoque полный привод на четыре колеса. Автомобиль находится в музее Museo Lamborghini в Сант-Агата-Болоньезе, Италия.

## Галерея

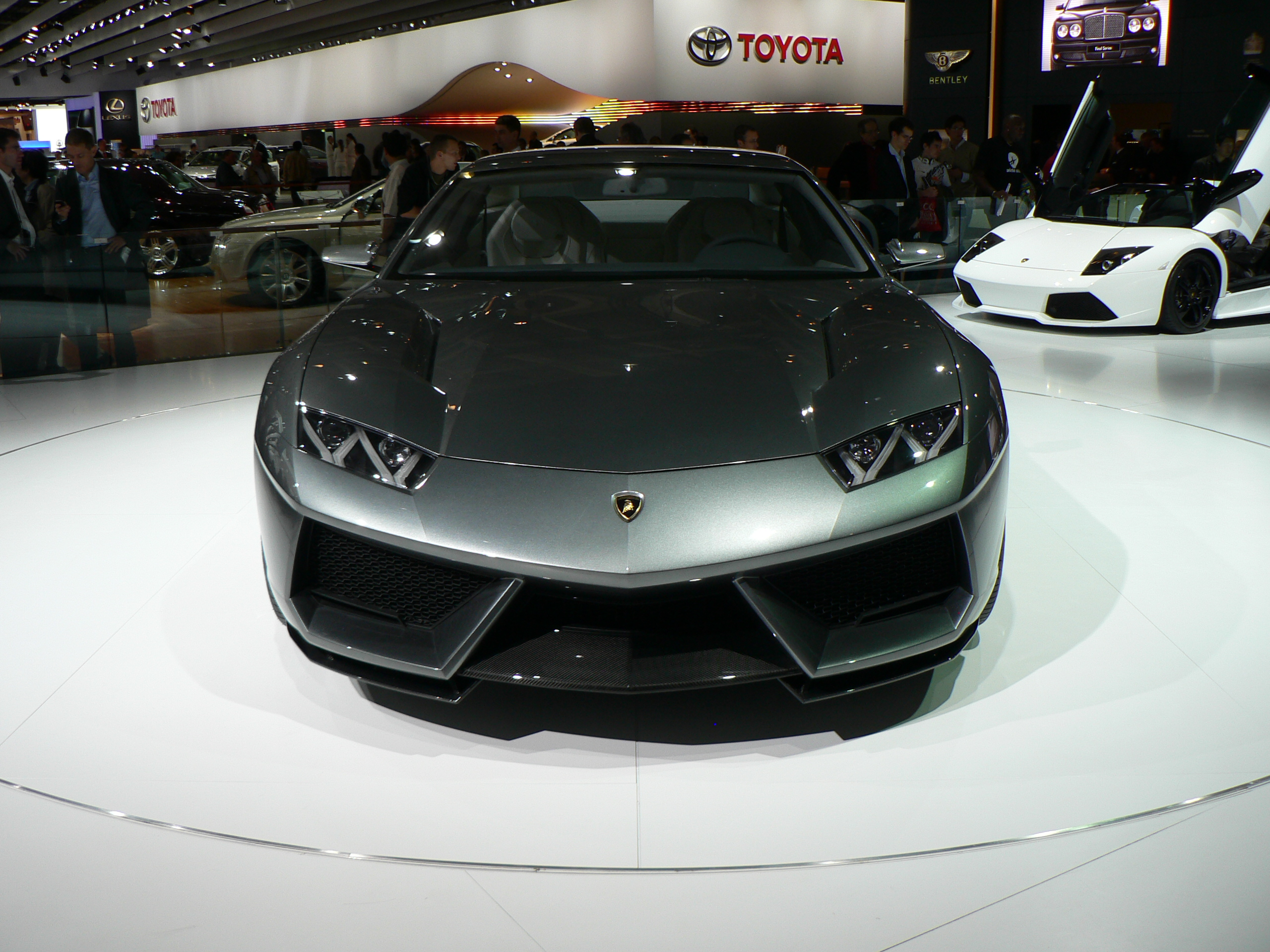
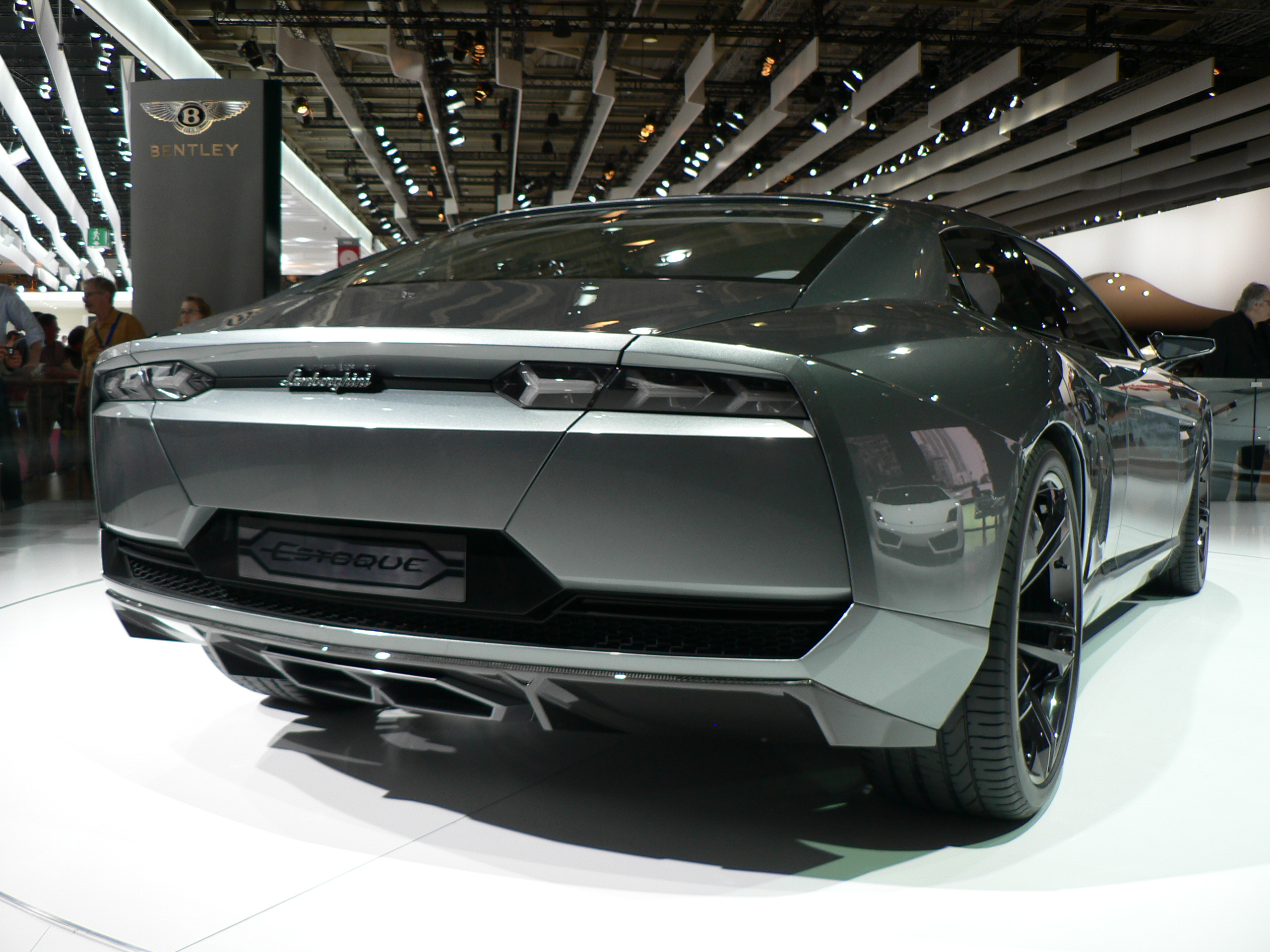
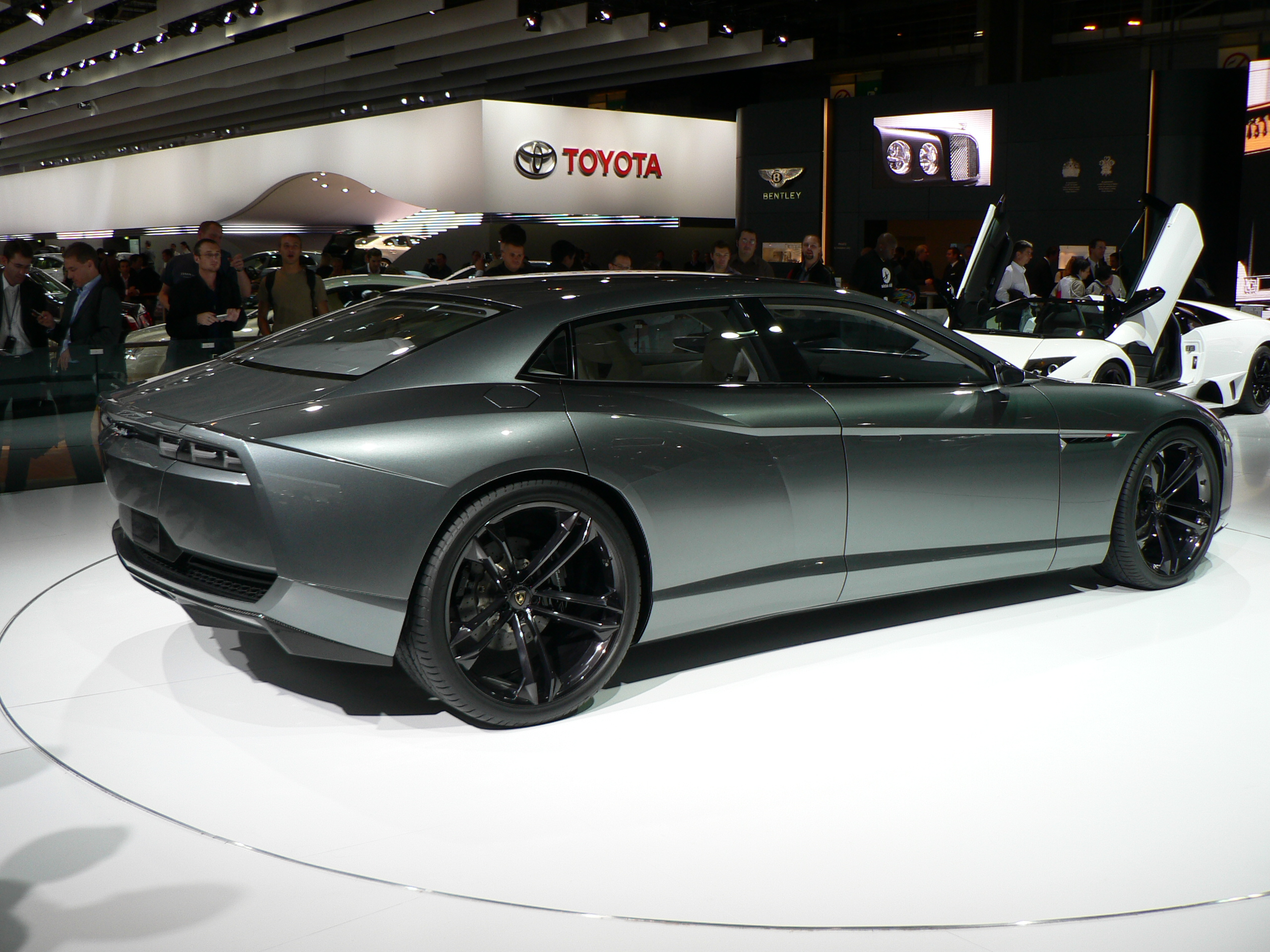